# Carl Hagen (Bankier)

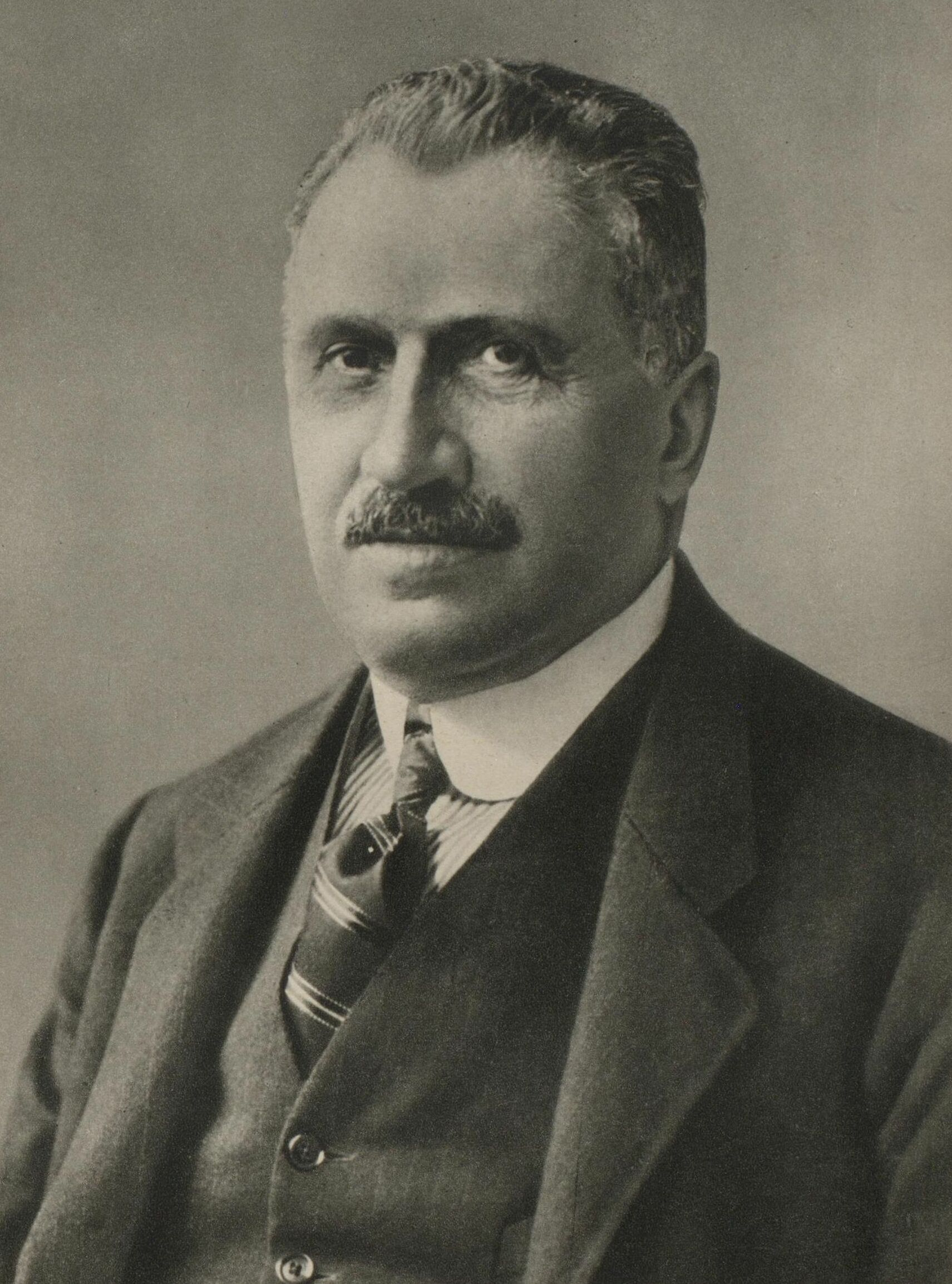
Carl Hagen

Carl Hagen auch Karl Hagen, eigentlich Carl Levy (geboren 28. Juni 1856 in Köln; gestorben 30. Januar 1938 in Potsdam) war ein deutscher Bankier und Mäzen.

## Leben
Carl Hagen entstammte einer Kölner Bankiersfamilie jüdischen Glaubens. Er kam 1856 als Sohn von Hermann Abraham Levy (eigentlich: Löb) und Johanna Levy, geborene Coppel, zur Welt. Zu seinen insgesamt sechs Geschwistern gehörten die Brüder Albert Levy, später ein Pionier der Sozialen Arbeit in Deutschland und Louis Hagen, der nach seiner Ausbildung als Bankier in Köln das väterliche Bankhaus A. Levy & Co. leitete. Die Schwester Emma heiratete später den Bildhauer Hugo Rheinhold, die Schwester Fanny war mit dem Juristen Maximilian Kempner verheiratet. Carl Hagen führte bis 1906 den Familiennamen Levy und änderte ihn dann in den angenommenen Namen Hagen. Hagen war der Geburtsname der Frau seines Bruders Louis, der bereits 1893 den Nachnamen gewechselt hatte. Hagen war mit Katharina Philippi (1864–1906) verheiratet. Aus dieser Ehe stammen vier Kinder. Zu seinen Enkelkindern gehört der Drehbuchautor Hans Oliva-Hagen, eine Urenkelin ist die Sängerin Nina Hagen. Mit seiner Familie bewohnte Carl Hagen ab 1895 die nach ihrem Erbauer Carl Schwatlo benannte Villa Schwatlo in der Kurfürstenstraße 57/Derfflingerstraße 12 im vornehmen Berliner Ortsteil Tiergarten. Zudem ließ er ab 1906 in Potsdam am Templiner See die großzügige Villa Carlshagen als Sommerresidenz errichten.

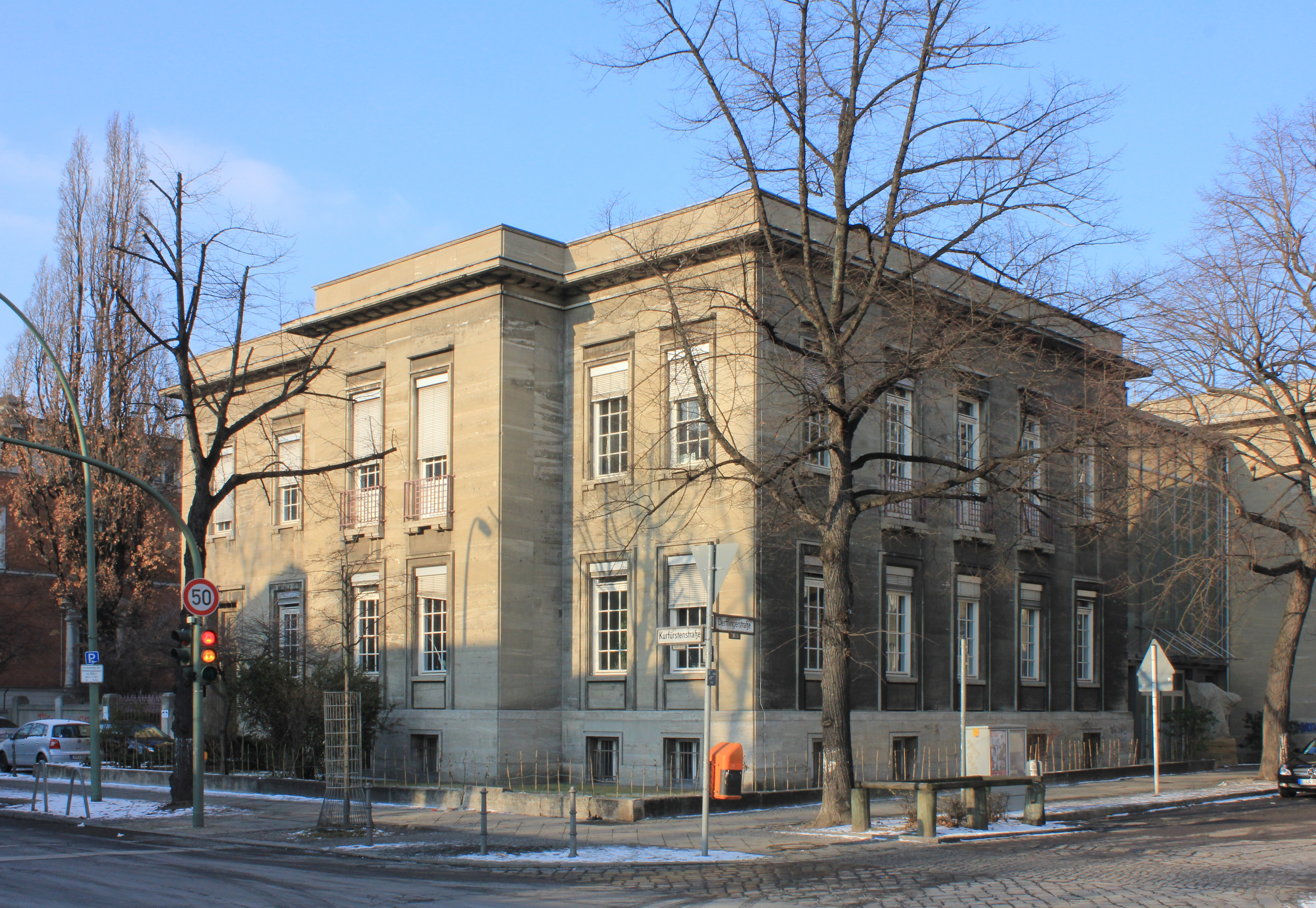
Ehemaliges Wohnhaus von Carl Hagen in Berlin-Tiergarten

Zunächst arbeitete Hagen wie sein Bruder Louis im väterlichen Bankhaus in Köln. Später leitete er die Berliner Repräsentanz des Unternehmens. Danach begründete er das eigene Bankhaus Hagen & Co. in der Berliner Charlottenstraße. Das Bankhaus spezialisierte sich auf Industriefinanzierungen und zählte beispielsweise die Bayerische Motoren Werke AG zu ihren Kunden. Hagen hatte zahlreiche Aufsichtsratsmandate inne und war Mitglied im jüdischen Hilfsverein Gesellschaft der Freunde. Er trug den Titel Geheimer Kommerzienrat und erhielt 1898 den Roten Adlerorden 4. Klasse. Vom Gründungsjahr 1911 bis 1936 war er „Förderndes Mitglied“ der Kaiser-Wilhelm-Gesellschaft.  Er war Mitglied des Kaiser Friedrich-Museums-Vereins und trat wiederholt als Mäzen in Erscheinung. Insbesondere stiftete er der Berliner Nationalgalerie bedeutende Werke. Hierzu gehörten die Gemälde Landhaus in Rueil von Édouard Manet und Der Nachmittag der Kinder in Wargemont von Pierre-Auguste Renoir, deren Ankauf er beide 1906 finanzierte. Zusammen mit dem Bankier Karl Steinbart stiftete er 1906 das Gemälde Die Kirche Saint-Germain-l’Auxerrois von Claude Monet und 1907 das Bild Wiese in Bezons vom selben Künstler.
Seine Enkelin Helga Hagen charakterisiert seine Haltung folgendermaßen: „Mein Großvater versuchte nun auch, seine Kinder standesgemäß zu erziehen. Sie waren alle enorm patriotisch und enorm nationalistisch. Mein Großvater tat alles, um Orden und Ehrenzeichen vom Kaiser zu bekommen, gab enorm viel Geld fürs Kaiser-Wilhelm-Institut, schenkte wunderbare Bilder den Museen.“
Hagen starb am 30. Januar 1938 im Alter von 81 Jahren. Sein Grab findet sich auf dem Jüdischen Friedhof Schönhauser Allee in Berlin. Wenige Wochen zuvor, am 1. Januar 1938, wurde das Bankhaus Hagen und Co. aufgrund der antijüdischen Gesetzgebung liquidiert. Die Villa in Berlin-Tiergarten musste die Familie 1938 an die Berliner Kindl Brauerei AG verkaufen, die das Gebäude anschließend stark veränderte. Der Sohn Hermann Hagen wurde 1942 im KZ Sachsenhausen ermordet.